# Santons della Provenza

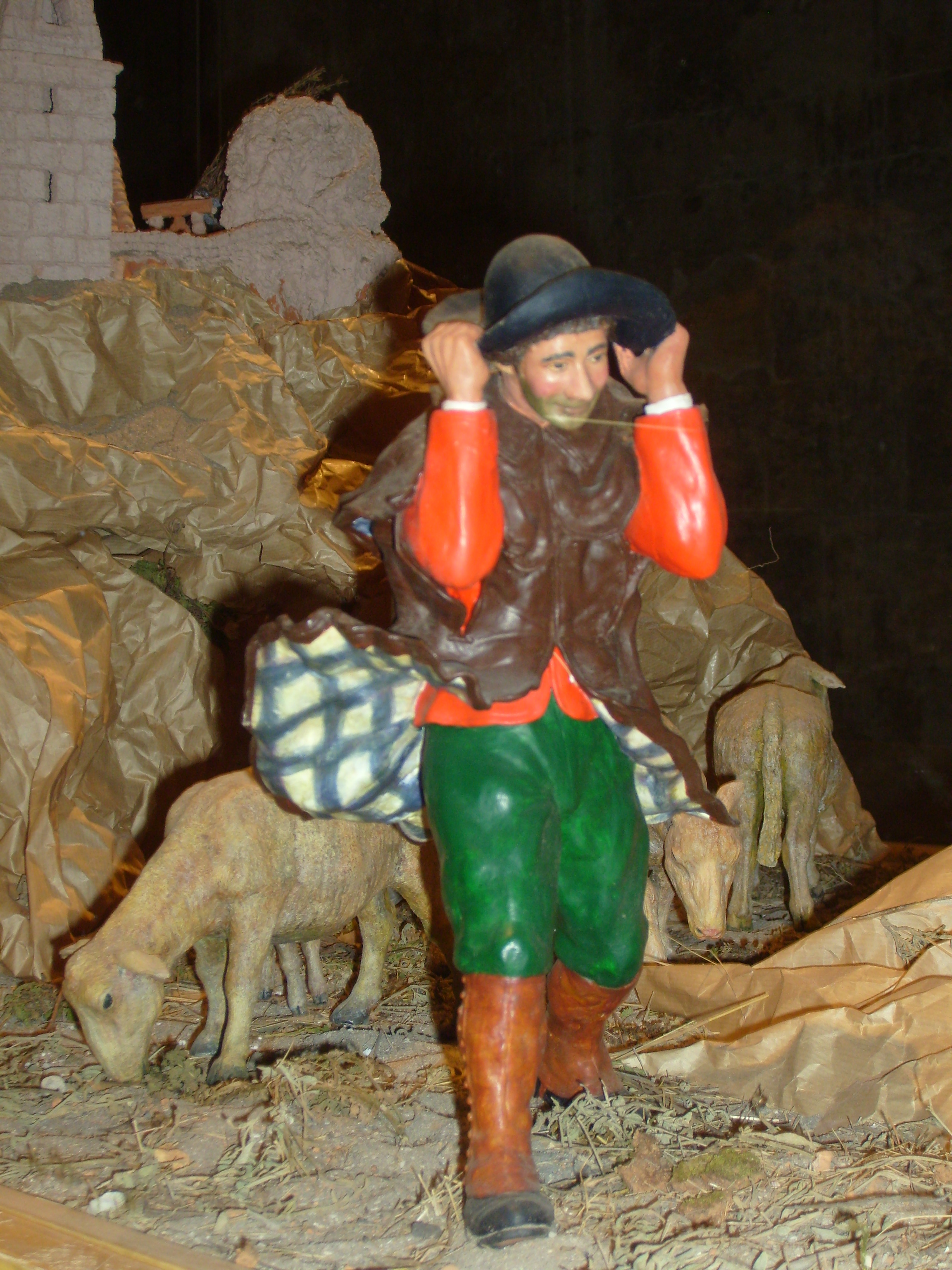
Un santon

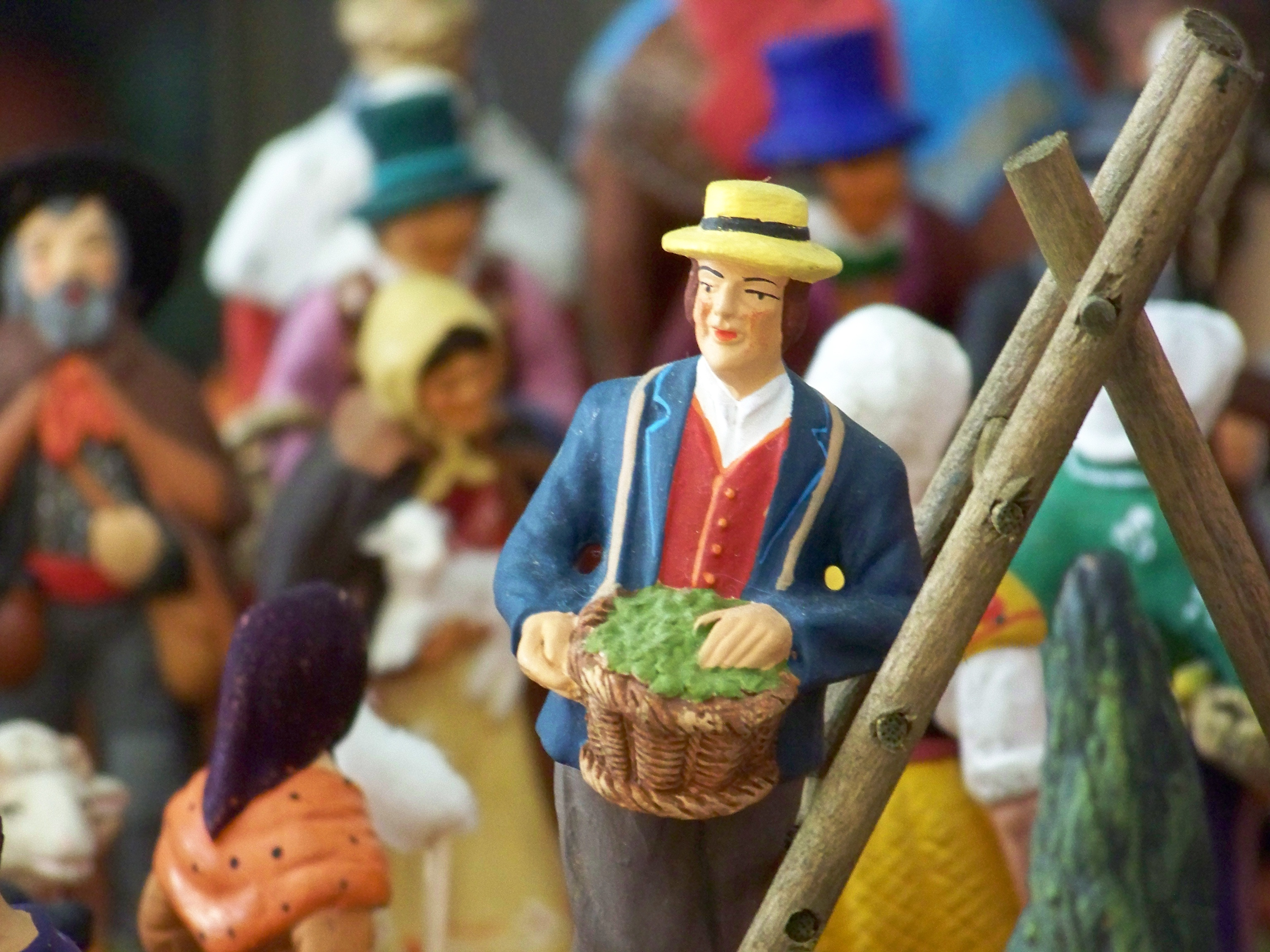
Altri esempi di santons

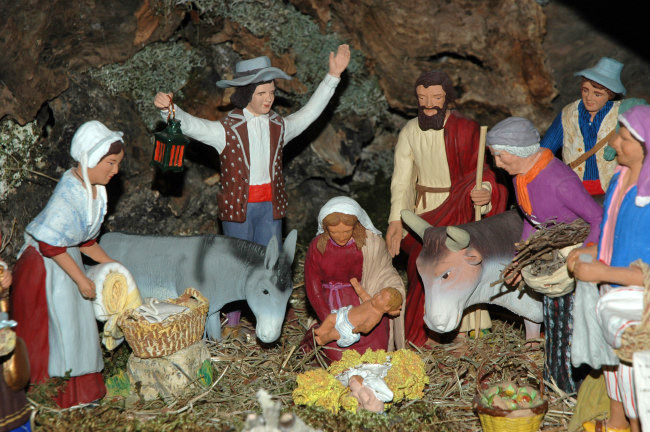
Santons raffiguranti la Sacra Famiglia in un presepe provenzale

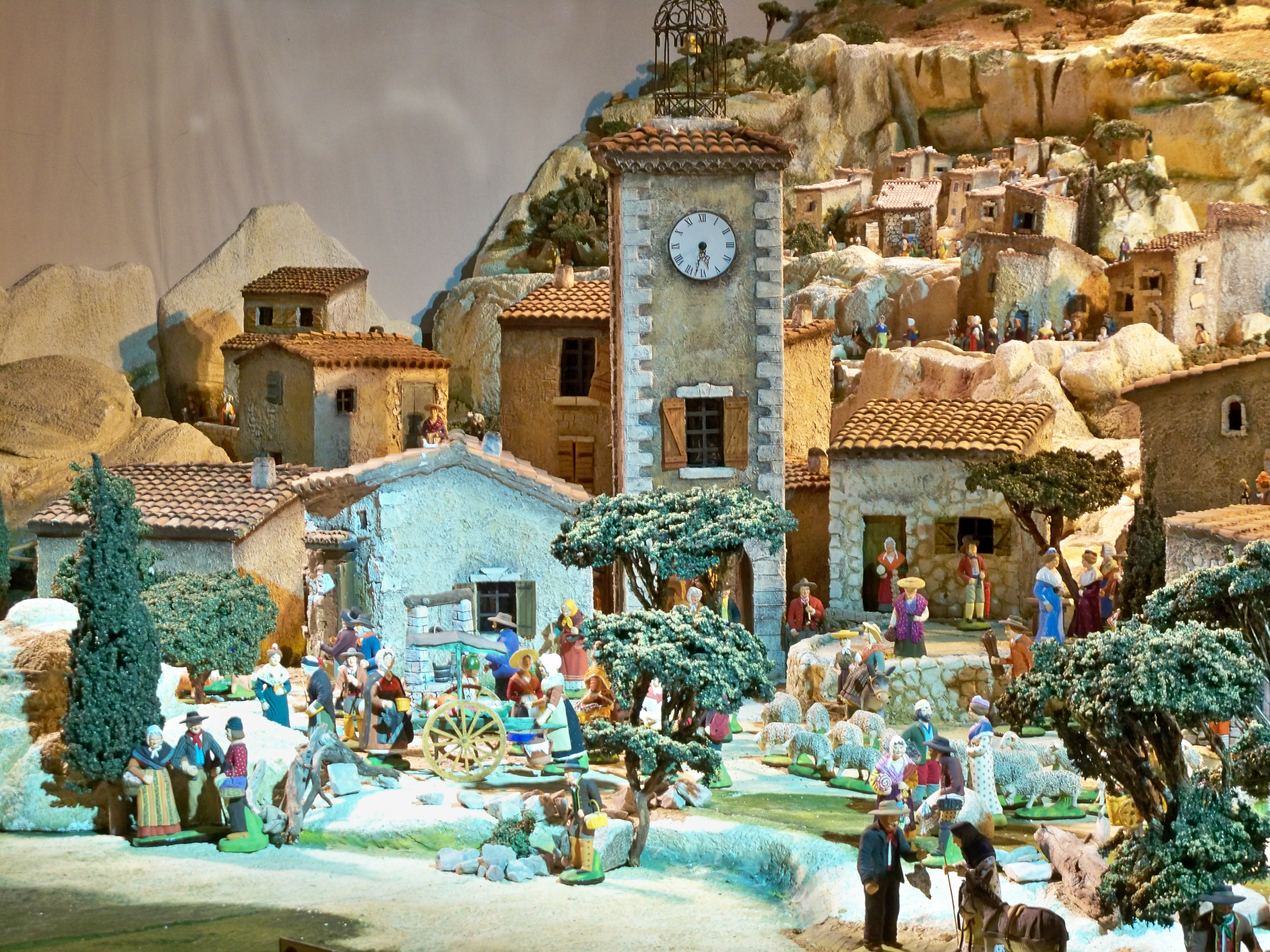
Santons in un presepe ad Avignone

I santons (sing.: santon, lett. "santino", in provenzale: santoun) sono delle statuine per il presepe, tipiche della regione francese della Provenza (Francia sud-orientale) e la cui tradizione, importata dall'Italia, risale alla fine del XVIII secolo.
Realizzati in argilla e dell'altezza che va da 1–3 cm a 18–20 cm. Vi sono inoltre i "Grands Santons", statue in terracotta e fil di ferro, semisnodate e vestite con abiti tradizionali confezionati in stoffa provenzale a volte anche preziosa alte circa 30 cm. Una delle prime artiste a realizzare i Grands Santons fu Simone Jouglas.
I santons possono raffigurare non solo i personaggi strettamente legati alla Natività, ma anche personaggi di vario genere caratteristici della zona, come zingari, zampognari, ecc.
Ai santons sono dedicate annualmente dal XIX secolo in varie città della Provenza delle fiere, le cosiddette foires aux santons, che si svolgono generalmente da fine novembre o dal giorno di San Nicola (6 dicembre) sino all'Epifania. La più antica di queste fiere è quella di Marsiglia.

## Storia
La tradizione dei santons nacque durante la Rivoluzione francese, dopo che - a partire dal 1793 - fu deciso di chiudere le chiese.
La devozione divenne così limitata agli interni delle mura di casa, dove, così come la tradizione del presepe, che prima di allora veniva realizzato all'interno delle chiese. La realizzazione di presepi "fatti in casa" prese piede soprattutto in Provenza, dove si iniziarono a costruire le statuine ora note come santons.
La tradizione dei santons si stabilì soprattutto a partire dal 1798, quando un artigiano di Marsiglia, Jean Louis Lagnel (1764-1822), passeggiando per Aubagne, notò come l'argilla che si era attaccata alle sue scarpe, fosse facilmente lavorabile per creare delle statuine per il presepe.
Pochi anni dopo, nel 1803, si tenne a Marsiglia la prima foire aux santons, la fiera dedicata al prodotto.
|  |